# Вторинні статеві ознаки

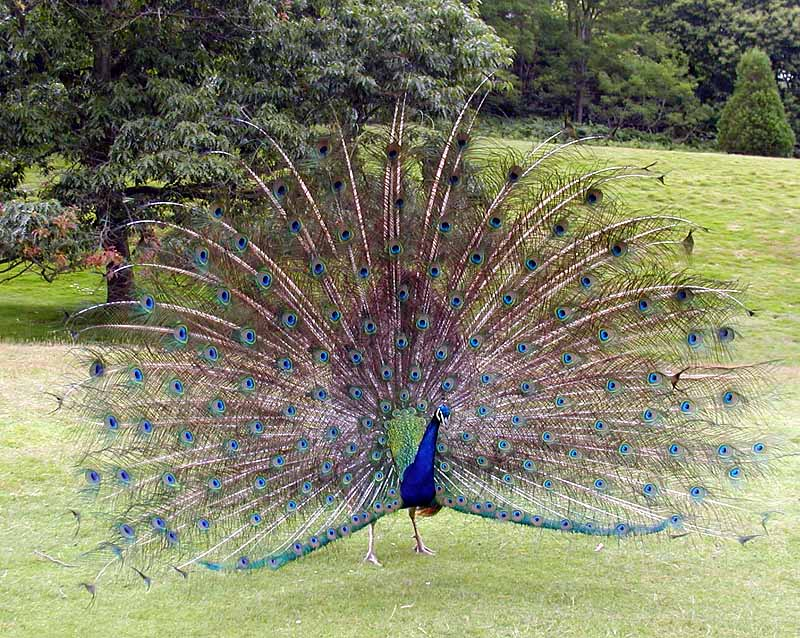
Павич демонструє свій довгий кольоровий хвіст, приклад вторинних статевих ознак

Вторинні статеві ознаки — особливості, які з'являються в період статевого дозрівання у людей та в статевій зрілості у інших тварин. Ці характеристики особливо яскраво проявляються у статево-диморфних фенотипових ознаках, що розрізняють стать виду, але на відміну від статевих органів (основні статеві ознаки), безпосередньо не є частиною репродуктивної системи. Вважають, що вторинні статеві ознаки є продуктом статевого відбору для рис, які демонструють пристосованість, даючи організму перевагу над своїми суперниками у залицяннях та агресивних взаємодіях.
До вторинних статевих характеристик належать, наприклад, гриви левів, яскраве забарвлення обличчя та потилиці самців мандрилів та роги у багатьох козлів та антилоп. Вважається, що ці характеристики з'являються за допомогою позитивного зворотного зв'язку, відомого як втеча Фішера, спричинений вторинною характеристикою однієї статі та прагненням до цієї характеристики у іншої статі. Самці птахів і риб багатьох видів мають яскравіше забарвлення або інші зовнішні прикраси. Різниця в розмірах між статями також вважається вторинними статевими ознаками.
У людини до видимих вторинних статевих ознак належать лобкове волосся, збільшені груди і розширені стегна у жінок, а також волосся на обличчі та яблуко Адама у чоловіків.

## Еволюційні корені

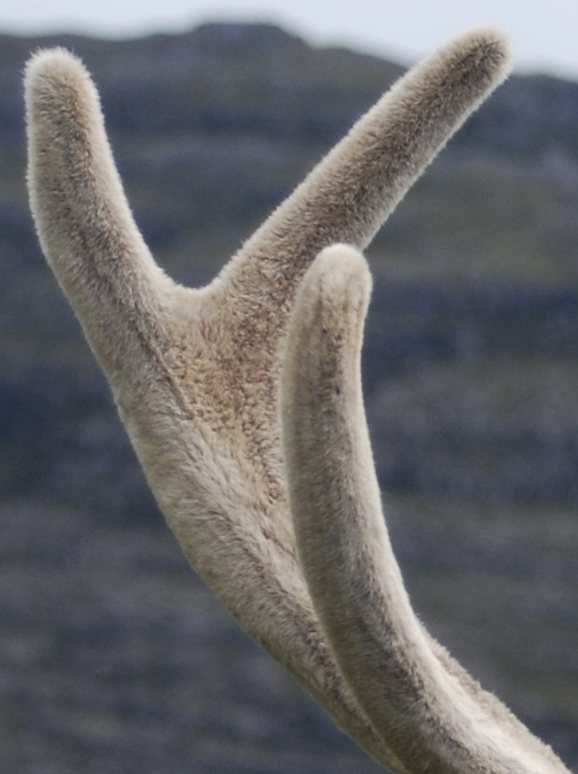
Роги оленя є вторинними статевими ознаками.

Чарльз Дарвін висунув гіпотезу, що статевий відбір або змагання всередині виду за партнера може пояснити відмінності між статями у багатьох видів.
Рональд Фішер, англійський біолог, розробив ряд ідей щодо вторинних характеристик у своїй книзі 1930 року «Генетична теорія природного відбору», включаючи концепцію втечі Фішера. Принцип гандикапу 1975 року стверджує, що, наприклад, павичий хвіст демонструє придатність, хоча є перешкодою. Ще однією з ідей Фішера є «гіпотеза сексуального сина», згідно з якою жінки можуть бажати мати синів, які мають таку характеристику, яку вони вважають сексуальною, щоб максимізувати кількість онуків. Альтернативна гіпотеза полягає в тому, що деякі гени, що дозволяють самцям розвивати вражаючі орнаменти або бойові здібності, можуть співвідноситися з маркерами придатності, такими як стійкість до хвороб або більш ефективний метаболізм. Ця ідея відома як «гіпотеза добрих генів». 

## У тварин
Вторинні статеві ознаки у тварин, включають гриви самців левів і довге пір'я самців павичів, ікла нарвалів, збільшені хоботки у самців морських слонів і хоботки мавп, роги у багатьох кіз та антилоп.
Сьогодні біологи розрізняють «бій самців» та «вибір партнера» (як правило обирають самиці). Характеристики, обумовлені вибором партнера, які часто називають орнаментами, включають яскравіше оперення, забарвлення та інші особливості, які не мають безпосередньої мети для виживання чи бою.
Самці павуків-стрибунів мають ультрафіолетові плями, які є прикрасами і використовуються для залицянь.

## У людини

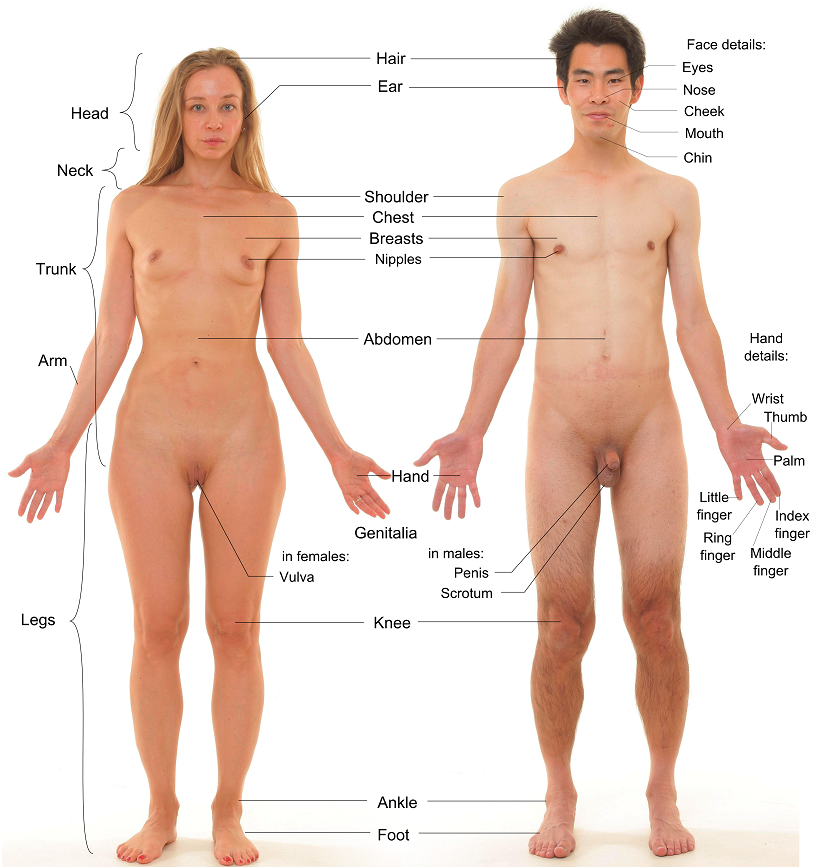
Анатомічні характеристики чоловічої та жіночої статей людини

Статева диференціація починається під час гестації, коли формуються статеві залози. Загальна будова і форма тіла і обличчя, а також рівень статевих гормонів схожі у хлопчиків і дівчаток у дошкільному віці. Коли починається статеве дозрівання та підвищується рівень статевих гормонів, з'являються відмінності, хоча деякі зміни подібні у чоловіків та жінок. Рівень тестостерону у чоловіків безпосередньо індукує з ростом статевих органів. Естрадіол та інші гормони призводять до розвитку грудей у жінок. Однак андрогени плода або новонародженого можуть модулювати подальший розвиток молочної залози, зменшуючи здатність тканини молочної залози реагувати на пізніший естроген.
Лобкове волосся та волосся під пахвами зазвичай вважаються вторинними статевими ознаками,, але воно також може бути розглянуте не як вторинна статева ознака, так як з'являється в обох статей з настанням статевої зрілості.

### Жінки
У жінок груди є проявом більш високого рівня естрогену; естроген також розширює таз і збільшує кількість жиру в стегнах, сідницях і грудях. Естроген також індукує ріст матки, проліферацію ендометрію та менструацію. До вторинних статевих характеристик жінок належать:
- Збільшення грудей та ерекція сосків.[4][6]
- Зростання волосся на тілі, найбільш помітно волосся під пахвами і на лобку.[2]
- Розширення стегон; нижче співвідношення талії та стегон, ніж у дорослих чоловіків.
- Лікті, які надмірно розгинаються на 5–8°, ніж у дорослих чоловіків.[15]
- Надпліччя приблизно на 2 см довше, в середньому, для даної висоти.[16]
- Малі статеві губи, внутрішні губи вульви, можуть зростати більш помітними і зазнавати змін у кольорі з посиленою стимуляцією, пов'язаною з більш високим рівнем естрогену.[17]

### Чоловіки
Підвищена секреція тестостерону з яєчок під час статевого дозрівання викликає прояв вторинних статевих ознак чоловічої статі.  У чоловіків тестостерон безпосередньо збільшує розміри та масу м'язів, голосових зв'язок та кісток, поглиблюючи голос та змінюючи форму обличчя та скелета. Перетворюючись на дигідротестерон у шкірі, він прискорює ріст волосся, що відповідає андрогену, на обличчі та тілі, але може сповільнити та врешті зупинити ріст волосся на голові.  Високий зріст в основному є результатом пізнього статевого дозрівання та повільнішого зрощення епіфіза.  До вторинних статевих характеристик чоловіків належать:
- Ріст волосся на тілі, включаючи волосся під пахвами, на животі, на грудях та на лобку.[2][4]
- Ріст волосся на обличчі.
- Збільшення гортані (Адамове яблуко) і поглиблення голосу.
- Підвищений зріст; дорослі чоловіки в середньому вищі за дорослих жінок.
- Збільшена структура черепа і кісток.
- Збільшення м'язової маси та сили.
- Розширення плечей і грудей; плечі ширші за стегна.[19]
- Підвищені виділення масляних і потових залоз.